# Андреевка (Куйбышевский район)
Андреевка — деревня в Куйбышевском районе Новосибирской области. Входит в состав Чумаковского сельсовета. 

## География
Площадь деревни — 75 гектаров.

## Население
| 2002 | 2007 | 2010 |
| ---- | ---- | ---- |
| 229  | ↗230 | ↘160 |

## Инфраструктура
В деревне по данным на 2007 год функционируют 1 учреждение здравоохранения и 1 учреждение образования.